# توني راي (مدرس)
توني راي (بالإنجليزية: Tony Rae)‏ هو مدرس ‏ أسترالي، ولد في 8 يوليو 1927 في سيدني في أستراليا، وتوفي في 11 أكتوبر 2000 في لندن في المملكة المتحدة.